# Zドラマ
『Zドラマ』（ゼットドラマ）は、日本テレビ（関東ローカル）で、第1期が毎週日曜日の13時45分 - 14時15分の枠で2022年2月27日から3月27日まで放送され、第2期が毎週土曜日の14時30分 - 15時00分の枠で同年8月6日から9月3日まで放送され一時休止し、2023年2月25日から3月25日まで放送された連続ドラマ放送枠である。
第2期に連動した配信ドラマがTVer、Hulu、YouTube、日テレTADAで配信された。

## 概要
2021年12月28日に本ドラマ枠の設立を発表。本ドラマ枠は「Z世代に向けたエール」をコンセプトに、既存のメディアや手法にとらわれず、SNS、楽曲、ライブ配信、映画、舞台など自由な形で作り上げていく。

## 放送 / 配信作品一覧
| # | タイトル                                   | メディア   | 放送/配信期間           | 主演                   | 制作会社                         | 備考                                          |
| - | ------------------------------------------ | ---------- | ----------------------- | ---------------------- | -------------------------------- | --------------------------------------------- |
| 1 | 卒業式に、神谷詩子がいない                 | 地上波     | 2022年2月27日 - 3月27日 | 茅島みずき             | アックスオン                     | 地上波第1期                                   |
| 2 | ばかやろうのキス                           | 地上波     | 2022年8月6日 - 9月3日   | 板垣瑞生               | ロボット                         | ここから地上波第２期                          |
| 3 | やり直したいファーストキス                 | ネット配信 | 2022年8月3日 - 9月3日   | 八木勇征（FANTASTICS） | ロボット                         | 『ばかやろうのキス』と連動                    |
| 4 | 沼る。港区女子高生                         | 地上波     | 2023年2月25日 - 3月25日 | 桜田ひより             | アックスオン UUUM（協力）        |                                               |
| 5 | 恋愛デスマッチ『国宝級彼氏オーディション』 | ネット配信 | 2023年2月22日 - 3月22日 | 八木勇征（FANTASTICS） | アックスオン UUUM（協力）        | 『沼る。港区女子高生』と連動                  |
| 6 | 最高の生徒〜余命1年のラストダンス〜        | 地上波     | 2023年7月15日 - 9月23日 | 畑芽育                 | AX-ON ウインズモーメント（協力） | 『最高の教師 1年後、私は生徒に■された』と連動 |